# Фаллада-Шквор Агнеса Іванівна
Агне́са Іва́нівна Фалла́да-Шквор (1881—1960) — українська арфістка, піаністка і музичний педагог, викладачка музичних навчальних закладів Києва, зокрема Київської консерваторії (1913–1919), Музично-драматичної школи Миколи Лисенка (з 1905).
Авторка творів для арфи, в яких використовувала український фольклор. Одна із засновників сучасної української арфової школи.

## Життєпис
Закінчила Празьку консерваторію.
З 1911 року викладала в музичному училищі Київського відділення Російського музичного товариства, 1913–1919 — у Київській консерваторії, з 1905 — у Музично-драматичній школі М. В. Лисенка.
Учасниця багатьох оркестрів у Києві. Часто грала в камерних оркестрах РМТ. Виступала як солістка-арфістка. Авторка творів для арфи, в яких використовувала український фольклор. Одна із засновників сучасної української арфової школи.

## Особисте життя
Чоловік Агнеси Іванівни, Шквор Максиміліан Антонович (Макс Антонович, 1877—1947), був віолончелістом, викладав у Музичній школі Миколи Тутковського.